# Cabera fulgurata
Cabera fulgurata är en fjärilsart som beskrevs av Debauche 1938. Cabera fulgurata ingår i släktet Cabera och familjen mätare. Inga underarter finns listade i Catalogue of Life.